# .mn
.mn ist die länderspezifische Top-Level-Domain (ccTLD) der Mongolei. Sie wurde am 2. März 1995 von der IANA eingeführt und wird administrativ von der Firma Datacom Co. Ltd. in der mongolischen Hauptstadt Ulaanbaatar verwaltet. Die Name Server erstrecken sich über drei Systeme.

## Eigenschaften
Insgesamt darf eine .mn-Domain zwischen drei und 63 Zeichen lang sein, die Verwendung von Sonderzeichen ist derzeit nicht möglich. Die Registrierung dauert in der Regel einen Tag, Inhaber benötigen keinen Wohnsitz bzw. keine Niederlassung in der Mongolei. Auch der administrative Ansprechpartner (Admin-C) darf seinen Sitz im Ausland haben. Allerdings müssen beide mindestens 18 Jahre alt sein.

## Sonstiges
Im Zuge der geplanten Vergabe neuer Top-Level-Domains erfuhr .mn ungewollte Aufmerksamkeit, da das Unternehmen Onekind Productions die Vergabe von Adressen mit der Endung .nyc.mn als Alternative zu .nyc angeboten hat. Die Abkürzung stellt sowohl einen Bezug zu New York als auch dem Stadtteil Manhattan her.